# Мотта-Балуффи
Мотта-Балуффи (итал. Motta Baluffi) — коммуна в Италии, располагается в регионе Ломбардия, в провинции Кремона.
Население составляет 968 человек (2008 г.), плотность населения составляет 61 чел./км². Занимает площадь 16 км². Почтовый индекс — 26045. Телефонный код — 0375.
Покровителем коммуны почитается святой Катальд, празднование 10 мая.

## Демография
Динамика населения:

## Администрация коммуны
- Официальный сайт: